# Kārlis Balodis
Pour les articles homonymes, voir Balodis.
Kārlis Balodis ou Carl Ballod, né le 20 juin 1864 à Koknese dans le gouvernement de Livonie et mort le 13 janvier 1931 à Riga, est un économiste, statisticien et démographe letton,. Il est l'un des fondateurs de l'Université de Lettonie (1919), professeur de la Faculté d'économie et de droit, membre de la Saeima (1928-1931).

## Biographie
Kārlis Balodis est le cadet des trois enfants du forgeron Miķelis Balodis et de son épouse Anna Ērgle. Il perd son père très tôt. La mère avec les enfants s'installe alors à Riga. Autodidacte, Kārlis Balodis obtient son certificat d'études au gymnasium de Jelgava où il se présente en candidat libre en 1883. En 1884-1887, il étudie la théologie à l'université de Tartu, puis, ordonné prêtre en 1888, il part pour le Brésil où en 1889-1891 il échoue dans sa tentative d'établir une communauté lettonne. En 1891-1892, il étudie la géographie à l'université d'Iéna et soutient sa thèse de doctorat Der Staat Santa Catharina in Südbrasilien qui porte sur la géographie de l'état de Santa Catarina. En 1893-1895, il est prêtre de l'église luthérienne dans l'Oural où il réalise les enquêtes démographiques et statistiques. En 1895, il étudie l'économie à l'université Louis-et-Maximilien de Munich et à l'université de Strasbourg. En 1898, en Allemagne, sous le pseudonyme Atlanticus, il publie l'État du futur (Ein Blick in den Zukunftsstaat. Produktion und Konsum im Sozialstaat), préfacée par Karl Kautsky , qui fut également publié en russe en 1906 à Saint-Pétersbourg, l'ouvrage qui tentait une réflexion sur le rôle de l’État dans le passage à une économie socialiste (non communiste). En 1919, paraît une seconde édition intitulée Der Zukunstsstaat: Produktion und Konsum im Sozialstaat. Chez Balodis, l'économie est planifiée en vue de maximiser la satisfaction des besoins de la population, ainsi il prévoit dans son essai Quel maximum de population notre Terre est-elle en état d'alimenter ? (1925), que la planète, alors habitée de près de deux milliards d’êtres humains, est en mesure d’en supporter près de huit milliards et demi à condition de mettre en œuvre une planification rationnelle de la production et de la consommation. Ses théories en 1919, inspirent grandement Otto Neurath.